# Škola (Radostice)
Budova školy v Radosticích se nachází ve vesnici Radostice, části města Borovany v okrese České Budějovice v Jihočeském kraji. Jedná se o stavbou s historizujícími fasádami a prvky secese.

## Stavba
Škola byla postavena v roce 1910 podle plánů bratří Kovaříkových z Českých Budějovic, kteří vypracovali projekt s rozpočtem 28 488,13 korun. Stavbu realizoval trhovosvinenský stavitel Prokop Kyslík. Budova byla navržena v secesním stylu a sloužila vzdělávání místních dětí až do roku 1977, kdy bylo vyučování ukončeno.
Bratři Josef a Václav Kovaříkové byli významnými staviteli působícími v Českých Budějovicích na počátku 20. století. Podíleli se na realizaci několika významných staveb ve městě, včetně bankovního paláce na Lannově třídě (1912–1913), jehož návrh vytvořil architekt Ludvík Tremml, a Říhova sanatoria, kde pracovali podle návrhu Antonína Hübschmanna.
Architektonické pojetí školy v Radosticích vykazuje podobnosti s budovou školy v Hůrce u Lišova, která byla postavena ve stejné době podle návrhu architekta Josefa Záruby-Pfeffermanna. Obě školy nesou secesní rysy a byly navrženy s důrazem na reprezentativní vzhled a funkčnost. Zatímco škola v Hůrce je dnes chráněnou kulturní památkou, škola v Radosticích tuto ochranu nemá, přesto však představuje důležitý příklad regionální školní architektury počátku 20. století.